# أوروبا الشرقية

الامتداد المفترض لأوروبا الشرقية

تمثّل أوروبا الشرقية منطقة في القارة الأوروبية محصورة بين أوروبا الغربية وآسيا. المنطقة التي تشملها غير محددة بدقة، وسبب ذلك الدلالات الجيوسياسية والجغرافية والعرقية والثقافية والاقتصادية الاجتماعية التي ينطوي عليها هذا المصطلح. وفقًا لمركز التقنيات التعليمية في جامعة ويلنغ اليسوعية، يوجد «تقريبًا تعريفات لأوروبا الشرقية بعدد الباحثين في المنطقة». وتضيف ورقة من الأمم المتحدة أن «كل تقييم للهويات المكانية هو في الأساس بناء اجتماعي وثقافي».
وتعود فكرة تقسيم أوروبا إلى غربية وشرقية بالأساس إلى الانشقاق العظيم عام 1054، حين قُسمت أوروبا بين الكاثوليكية والبروتستانتية في الغرب، والمسيحية الأرثوذكسية في الشرق وبسبب هذا الانقسام الديني، غالبًا ما ترتبط الدول الأرثوذكسية بأوروبا الشرقية. لكن هذا النوع من الفصل كثيرًا ما يكون غير دال على معناه، فمثلًا، في اليونان غالبية أرثوذكسية، لكن نادرًا جدًا ما تُدرج في دول أوروبا الشرقية، لمجموعة متنوعة من الأسباب، أبرزها أن تاريخ اليونان في معظمه أكثر تأثرًا بالبحر الأبيض المتوسط وثقافاته.
وتضم دول أوروبا الشرقية كل من: أوكرانيا وبولندا ورومانيا وجمهورية التشيك وسلوفاكيا والمجر وكرواتيا وسلوفينيا والبوسنة والهرسك والجبل الأسود وألبانيا واليونان وبيلاروسيا وبلغاريا وصربيا ومقدونيا ومولودفا.
يصف أحد التعريفات أوروبا الشرقية بأنها كيان ثقافي، فهي المنطقة الواقعة في أوروبا ذات الخصائص الرئيسة القادمة من الثقافات السلافية واليونانية والبيزنطية والأرثوذكسية الشرقية وبعض التأثيرات الثقافية العثمانية. ظهر تعريف آخر خلال الحرب الباردة واستخدم أحيانًا مرادفًا لمصطلح الكتلة الشرقية. ويوجد تعريف مماثل يضع الدول الأوروبية الشيوعية سابقًا خارج الاتحاد السوفييتي ضمن أوروبا الشرقية. يُنظر إلى مثل هذه التعريفات عادةً على أنها قديمة، ولكنها تستخدم أحيانًا لأغراض إحصائية.

## التعريفات
توجد اليوم عدة تعريفات لأوروبا الشرقية لكنها تفتقر إلى الدقة، أو أنها عامة جدًا، أو قديمة. وتُناقش هذه التعريفات عبر الثقافات وبين الخبراء وعلماء السياسة، إذ ينطوي المصطلح على مجموعة واسعة من الدلالات الجيوسياسية والجغرافية والثقافية والاقتصادية الاجتماعية. ووصف بأنه مصطلح «ضبابي»، إذ تخضع فكرة أوروبا الشرقية بذاتها لإعادة صياغة مستمرة. يرجع ترسيخ فكرة «أوروبا الشرقية» إلى التنوير (الفرنسي).
هناك «تقريبًا تعريفات لأوروبا الشرقية بعدد الباحثين في المنطقة». وتضيف ورقة صارة عن الأمم المتحدة أن «كل تقييم للهويات المكانية هو في الأساس بناء اجتماعي وثقافي».

### الجغرافيا
الحدود الجغرافية الشرقية لأوروبا محددة جيدًا، لكن الحدود بين أوروبا الشرقية والغربية ليست جغرافية بل تاريخية ودينية وثقافية ويصعب تحديدها.
يحد أوروبا برًا من الشرق جبال الأورال ونهر الأورال وجبال القوقاز. جزء من كازاخستان، الموجودة أساسًا في آسيا الوسطى وتقع الأجزاء الغربية منها غرب نهر الأورال، واقع ضمن أوروبا الشرقية.
أما في الغرب، تتداخل الحدود التاريخية والثقافية «لأوروبا الشرقية» قليلًا، والأهم من ذلك أنها شهدت تقلبات تاريخية، ما يجعل تعيين الحدود الجغرافية الغربية لأوروبا الشرقية ومركز أوروبا الجغرافي صعبًا إلى حد ما.

### دينيًا
قسم انشقاق الشرق والغرب (الذي بدأ في القرن الحادي عشر ويستمر إلى الوقت الراهن) المسيحية في أوروبا (والعالم) إلى المسيحية الغربية والمسيحية الشرقية.
من هذا المنظور، تتشكل أوروبا الغربية من البلدان التي تسيطر فيها الكنيستان الكاثوليكية الرومانية والبروتستانتية (بما فيها بلدان أوروبا الوسطى مثل كرواتيا وسلوفينيا والنمسا والجمهورية التشيكية وألمانيا والمجر وبولندا وسلوفاكيا).
تتكون أوروبا الشرقية من الدول التي تسيطر فيها الكنيسة الأرثوذكسية، مثل أرمينيا وبيلاروسيا وبلغاريا وقبرص وجورجيا واليونان ومولدوفا والجبل الأسود ومقدونيا الشمالية ورومانيا وروسيا وصربيا وأوكرانيا. لعبت الكنيسة الأرثوذكسية الشرقية دورًا بارزا في تاريخ وثقافة شرق وجنوب شرق أوروبا.
فصل الانشقاق الطقوس واللاهوت بين ما هو الآن الكنيسة الشرقية (الأرثوذكسية) والكنيسة الغربية (الروم الكاثوليك من القرن الحادي عشر، والبروتستانت من القرن السادس عشر). سيطر هذا الانقسام على أوروبا عدة قرون، بينما استمر الانقسام خلال الحرب الباردة أربعة عقود.
منذ الانشقاق العظيم عام 1054، قُسمت أوروبا بين الكاثوليكية والبروتستانتية في الغرب، والمسيحية الأرثوذكسية في الشرق (التي يشار إليها على نحو غير صحيح «بالأرثوذكسية اليونانية») في الشرق. وبسبب هذا الانقسام الديني، غالبًا ما ترتبط الدول الأرثوذكسية الشرقية بأوروبا الشرقية. لكن هذا النوع من الفصل كثيرًا ما يكون إشكاليًا؛ فمثلًا، في اليونان غالبية أرثوذكسية، لكن نادرًا جدًا ما تُدرج في دول أوروبا الشرقية، لمجموعة متنوعة من الأسباب، أبرزها أن تاريخ اليونان في معظمه أكثر تأثرًا بالبحر الأبيض المتوسط وثقافاته.

### الحرب الباردة
أدى سقوط الستار الحديدي إلى نهاية التقسيم الشرقي والغربي في أوروبا في الحرب الباردة، وظل هذا المفهوم الجيوسياسي مستخدمًا أحيانًا في وسائل الإعلام. استُخدم تعريف آخر خلال 40 سنة من الحرب الباردة بين عامي 1947 و1989 وكان تقريبًا مرادفًا لمصطلحي الكتلة الشرقية وحلف وارسو. وهناك تعريف مماثل يضع الدول الأوروبية الشيوعية سابقًا خارج الاتحاد السوفييتي تحت اسم أوروبا الشرقية.
يعتبر التاريخيون والباحثون في العلوم الاجتماعية تلك التعريفات بالية ولاغية.

### يوروفوك
يحوي يوروفوك، وهو قاموس متعدد اللغات يحتفظ به مكتب المنشورات التابع للاتحاد الأوروبي، إدخالات «باثنتين وثلاثين لغة في الاتحاد الأوروبي» وهي (البلغارية والكرواتية والتشيكية والدنماركية والهولندية والإنجليزية والإستونية والفنلندية والفرنسية والألمانية واليونانية والمجرية والإيطالية واللاتفية والليتوانية والمالطية والبولندية والبرتغالية والرومانية والسلوفاكية والسلوفيينة والإسبانية والسويدية)، بالإضافة إلى لغات البلدان المرشحة للانضمام إلى الاتحاد الأوروبي (الألبانية والمقدونية والصربية). ومن بين هذه البلدان، تصنف الدول المكتوبة بخط مائل على أنها دول أوروبا الوسطى والشرقية.

### التطورات المعاصرة
تصنف اليونسكو ويوروفوك ومنظمة ناشيونال جيوغرافيك ولجنة التعاون الدولي في البحوث الوطنية في المجال السكاني ومكنز الاقتصاد القياسي «إس تي دبليو» دول البلطيق في أوروبا الشمالية، في حين يضع كتاب حقائق العالم الذي تصدره وكالة المخابرات المركزية الأمريكية دول المنطقة في أوروبا الشرقية مع اندماج كبير بأوروبا الشمالية. وهذه الدول أعضاء في منتدى التعاون الإقليمي بين البلدان النوردية-البلطية الثمانية، في حين شكلت دول أوروبا الوسطى تحالفها الخاص باسم مجموعة فيسغراد. يعتبر منتدى المستقبل الشمالي وبنك الاستثمار النوردي ومجموعة القتال الشمالية ودول البلطيق الثمانية والدوري الهانزي الجديد أمثلة أخرى على التعاون في أوروبا الشمالية بين البلدان الثلاثة المشار إليها باسم دول البلطيق.
- إستونيا
- لاتفيا
- ليتوانيا

#### القوقاز
دول القوقاز وهي أرمينيا وأذربيجان وجورجيا مدرجة في التعريفات والتاريخ ضمن أوروبا الشرقية. وتقع هذه الدول في المنطقة الانتقالية بين أوروبا الشرقية وغرب آسيا. وتشارك في مشروع الشراكة الشرقية للاتحاد الأوروبي، وجمعية يورونيست البرلمانية، وهي دول أعضاء في مجلس أوروبا، الذي يشير إلى وجود صلات سياسية وثقافية بين هذه الدول الثلاث وأوروبا. وفي يناير 2002، أشار البرلمان الأوروبي إلى أن أرمينيا وجورجيا يمكن أن  تدخلا الاتحاد الأوروبي في المستقبل. لكن جورجيا هي الدولة القوقازية الوحيدة حاليًا التي تسعى بنشاط إلى الانضمام إلى حلف شمال الأطلسي والاتحاد الأوروبي.
- أرمينيا
- أذربيجان
- جورجيا

توجد ثلاث جمهوريات مستقلة بحكم الأمر الواقع تحظى باعتراف محدود في منطقة القوقاز. هذه الدول الثلاث مشاركة في المجتمع من أجل الديمقراطية وحقوق الأمم:
- جمهورية أبخازيا
- جمهورية أرتساخ
- أوسيتيا الجنوبية

## الاتحاد الأوروبي
ويحدد البلدان التالية في أوروبا الشرقية:
- بولندا
- جمهورية التشيك
- سلوفاكيا
- المجر
- كرواتيا
- سلوفينيا
- البوسنة والهرسك
- الجبل الأسود
- ألبانيا
- اليونان
- أرمينيا
- أذربيجان
- بيلاروس
- بلغاريا
- جورجيا
- مقدونيا
- مولدوفا
- رومانيا
- صربيا
- أوكرانيا

يوروفوك ‏
في بعض الأحيان تشمل أيضا دول البلقان وتركيا، وعادة ما تعتبر دول أوروبا الشرقية من دول العالم الثاني.

### دول البلطيق
تضع بعض المصادر دول البلطيق في أوروبا الشمالية في حين أن آخرين مثل كتاب الحقائق العالمي لوكالة المخابرات في أوروبا الشرقية.
- إستونيا
- لاتفيا
- ليتوانيا

### القوقاز
والقوقاز وترد الدول في تعريف أوروبا الشرقية أو تاريخها في أوروبا الشرقية. فهي تقع على حدود أوروبا وآسيا. إلا أنها تشارك في برنامج الشراكة الشرقية للاتحاد الأوروبي. هذه الدول هي أعضاء مجلس أوروبا، وسعت عضوية جورجيا في حلف شمال الأطلسي والاتحاد الأوروبي.
- جورجيا
- أرمينيا
- أذربيجان

الدول المتنازع عليها في القوقاز:
- أبخازيا
- جمهورية مرتفعات قرة باغ
- أوسيتيا الجنوبية

### الجمهوريات السوفيتية السابقة الأخرى
عدد آخر من جمهوريات الاتحاد السوفياتي السابق هي جزء من أوروبا الشرقية.
- روسيا هي دولة عابرة للقارات في أوروبا الشرقية وآسيا.
- كازاخستان هي دولة عابرة للقارات في أوروبا الشرقية وآسيا.
- أوكرانيا
- بيلاروس
- مولدوفا

### أوروبا الوسطى
وغالبا ما يستخدم مصطلح «أوروبا الوسطى» من قبل المؤرخين لتعيين ألمانيا وجيرانها الشرقي، وبالتالي يتداخل مع «أوروبا الشرقية». وغالبا ما وصفت البلدان التالية أوروبا الشرقية من قبل بعض المعلقين وكما المركزي الأوروبي من قبل الآخرين.
- ألمانيا
- النمسا
- سويسرا
- بولندا
- جمهورية التشيك
- سلوفاكيا
- كرواتيا
- المجر
- سلوفينيا (غالبا ما وضعت في أوروبا الوسطى ولكن في بعض الأحيان في جنوب شرق أوروبا) [28]

### جنوب شرق أوروبا
لم معظم دول جنوب شرق أوروبا لا تنتمي إلى الكتلة الشرقية (SAVE بلغاريا، ورومانيا، ومنذ فترة قصيرة، ألبانيا) رغم أن بعضها كانت ممثلة في كومنفورم. بعضها فقط يمكن تضمينها في تعريف سياسي سابق الكلاسيكية في أوروبا الشرقية. ويمكن اعتبار بعض كما يجري في جنوب أوروبا. ومع ذلك، يمكن وصف معظم أنها تنتمي إلى جنوب شرق أوروبا، ولكن البعض منهم يمكن أيضا أن يدرج في أوروبا الوسطى أو أوروبا الشرقية.
- ألبانيا ينتمي إلى جنوب شرق أوروبا.
- البوسنة والهرسك قد يتم تضمينها في جنوب شرق أوروبا.
- بلغاريا هو في الجزء الأوسط من منطقة البلقان. قد يتم تضمينها في جنوب شرق أوروبا، ولكن أيضا أوروبا الشرقية في سياق الحرب الباردة.
- قبرص جغرافيا هي جزء من شرق البحر الأبيض المتوسط، ولكن يمكن إدراجها في أوروبا الجنوبية أو الجنوبية الشرقية بسبب العلاقات السياسية والثقافية والتاريخية مع أوروبا.
- اليونان هي حالة فريدة نوعا ما، ويمكن أن تشمل، بأشكال مختلفة، في الغربية، [30] Southeastern[31] or Southern Europe.[32][33]
- مقدونيا ينتمي إلى جنوب شرق أوروبا.
- الجبل الأسود ينتمي إلى جنوب شرق أوروبا.
- رومانيا يمكن تضمينها في شرق أوروبا في سياق الحرب الباردة، ولكن يشار إلى أنها تابعة لجنوب شرق أوروبا[34] or Central Europe.[35]
- صربيا ينتمي إلى جنوب شرق أوروبا، على الرغم أحيانا بعض المناطق الشمالية (فويفودينا) يمكن أن يعتبر المركزي الأوروبي.
- تركيا تكمن جزئيا في جنوب شرق أوروبا: المنطقة المعروفة باسم تراقيا الشرقية، والذي يشكل 3٪ من مجموع كتلة الأرض في البلاد، وتقع إلى الغرب من الدردنيل، وبحر مرمرة، ومضيق البوسفور.

الدول المتنازع عليها:
- كوسوفو ينتمي إلى جنوب شرق أوروبا.
- قبرص الشمالية

## شمس أوروبا الشرقية
هي شعار يأتي على شكل شمس خارج منها لهب، ولها أربع أسواط من الهب، بينها زاوية قائمة تأتي أطول من البقية وهي معكوفة الرأس.
سيتم تحديثها إذا توفرت معلومات وسيتم إضافة المزيد من الخرائط.